# Anisocentropus piepersi
Anisocentropus piepersi är en nattsländeart som beskrevs av Mclachlan 1875. Anisocentropus piepersi ingår i släktet Anisocentropus och familjen Calamoceratidae. Inga underarter finns listade i Catalogue of Life.